# Glycyrrhiza foetidissima
Glycyrrhiza foetidissima — вид рослин з родини бобові (Fabaceae), поширений у Молдові, Україні, пд.-зх. Росії, Грузії, Азербайджані, Туркменістані, Ірані.

## Поширення
Поширений у Молдові, Україні, пд.-зх. Росії, Грузії, Азербайджані, Туркменістані, Ірані.